# Lökhällen
Lökhällen, finska: Sipulipaasi, är en ö i Finland. Den ligger i Finska viken och i kommunen Helsingfors i landskapet Nyland, i den södra delen av landet. Ön ligger omkring 12 kilometer sydöst om Helsingfors.
Öns area är 1,4 hektar och dess största längd är 190 meter i öst-västlig riktning. Närmaste större samhälle är Helsingfors, 13,3 km nordväst om Lökhällen.